# Richter+Frenzel
Die Richter+Frenzel GmbH + Co. KG ist einer der führenden Großhändler in den Produktsegmenten Sanitär, Haustechnik und Tiefbau in Deutschland. Richter+Frenzel verfügt über rund 185 Niederlassungen in Deutschland mit Bad-Centern von 300–2000 m² und 22 Standorten in Tschechien sowie über einen Fuhrpark mit etwa 400 Lkws.

## Geschichte des Unternehmens

### Von den Anfängen bis 1945
Im Jahre 1895 gründeten Emil Richter und Ernst Frenzel die Großhandlung für Kanal-Gas-Wasserleitungsartikel in Nürnberg mit zunächst 10 Mitarbeitern. 1901 folgte ein Haus in München. Zwischen 1901 und 1936 folgten Niederlassungen in Erfurt, Augsburg, Würzburg und Regensburg. Im Jahr 1921 führte der Tod Emil Richters zu einer kurzzeitigen Krise. Im Jahr 1929 wurde das Haupthaus in Würzburg eröffnet. In den folgenden 25 Jahren wuchs das Unternehmen stetig. Die Niederlassungen in München, Nürnberg und Würzburg sind durch den Krieg zerstört worden, die Niederlassung in Erfurt war ab 1945 stillgelegt.

### Nach 1945 bis in die Gegenwart
Ab 1950 expandierte Richter+Frenzel nach Kempten, Landshut, Bamberg, Passau, Rosenheim, Ingolstadt, Aschaffenburg und Fulda. Im Jahr 1976 wurde die TiefbauVertriebsGesellschaft (TVG) in Reichertshofen gegründet. Ab 1984 folgten weitere Niederlassungen in Penzberg, Deggendorf, Freising, die TVG Neu-Ulm, Krumbach, Traunstein, Kassel, Schwandorf und Gräfelfing. Nach der Wende begann man in den neuen Bundesländern Sachsen und Thüringen den Markt zu erschließen. So entstand 1991 das Haus in Zwickau und 1996 die Niederlassung Leipzig. Weitere Standorte kamen in Ravensberg, Halle/Saale und Suhl hinzu. Im Jahr 2007 übernahm Richter+Frenzel rund 700 Mitarbeiter und 80 Niederlassungen der insolventen Schulte-Gruppe an elf Standorten.